# 性器ヘルペス

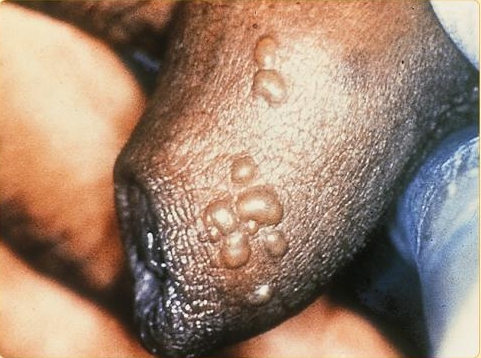
男性の性器ヘルペス。

性器ヘルペス (せいきヘルペス) は、単純ヘルペスウイルス(HSV: herpes simplex virus)によって発症する神経性の性感染症である。性器ヘルペス症、陰部ヘルペスなどとも呼ばれる。
陰部に水疱ができ痛みや痒みを生じ、宿主の不調の度に再発を繰り返す。2020年時点で抗ウイルス剤による抑制が最善の手であり、体内から完全なウイルスの駆除はできない。初回発病から1-2週間に最も重い症状が出て、全身倦怠感やリンパ節の腫れが起きる。性器に触れた手で目を触ることで角膜炎を起こすこともある。

## 病因
ヘルペスウイルス科アルファヘルペスウイルス亜科に属するDNAウイルスの単純ヘルペスウイルスが原因となる。
単純ヘルペスウイルスには1型 (HSV-1) と2型 (HSV-2) があり、口唇ヘルペスは1型で性器ヘルペスは2型に分類されるがオーラルセックスの一般化により必ずしも分類はされない。単純ヘルペスウイルスの形状は、電子顕微鏡で観察すると目玉焼きのような形態をしている。

## 症状
感染をすると、潜伏期 (2日-10日間) を経て、水泡を形成する。
初回の感染時では、水疱は数日でつぶれ、男性では潰瘍状になり病変から1週間後が症状のピークとなる。女性では痛みが強く、2-3週間で症状は自然治癒する。男性では、亀頭、陰茎、男性の同性愛では肛門周囲や直腸に、女性では陰唇や、膣前庭、会陰で、子宮や膀胱に達することもある。女性の初感染では38度以上の高熱が出ることがある。
感染したウイルスの排除はできないため再発しやすく、再発時はより症状が軽く、病変も少なく、1週間以内で治癒し短い傾向がある。高齢や免疫不全ではその限りではない。
また、患部近くの神経麻痺を起こす可能性があり、排尿障害や排便障害などの機能障害を来たすことがある。
初感染者の相手 (セックスパートナー) の70%が無症状という報告があるので無症候性 (症状が出ない) 性器ヘルペス患者が多い。固定したカップルでの1年間の感染率は10%。男女比の感染者割合は女性感染者の割合が多い傾向にある。

## 予防
性器ヘルペスではコンドームの使用。HSV-2の感染は、抗ウイルスの使用によって感染率が低下する。なお、例えば錠剤型抗ウイルス薬バラシクロビルの添付文書では、「使用上の注意」に薬使用中でも感染リスクはあるため、コンドームなどの使用が推奨されると記されている。

## 診断
性器周辺に特有の水泡と発疹や浅い潰瘍による痛みや痒みの違和感があり診断は容易である。水泡内のウイルス細胞検査がある。不顕性感染の場合は単純ヘルペス抗体血液検査で判断する。

## 治療
女性では、初回の2-3週間の症状は抗ウイルス薬によって1-2週間となる。
初発ではアシクロビルやバラシクロビル、ファムシクロビルの5-10日の内服薬や、重症ではその注射薬。再発では、1日以内の服用の開始で効果があるため、前駆症状の違和感のうちに内服できるようにするとよく、また軽症ではアシクロビルの軟膏となる。
2004年の唇8名、性器8名での小規模な比較試験では、同じ人で再発ごとに蜂蜜（1日4回塗布）とアシクロビル（1日6回塗布）を比較し、蜂蜜の方が平均治癒期間、例えば性器ヘルペスの治療期間の指標ではアシクロビルで6.28±1.38日、蜂蜜で3.71±1.89日など、発疹の予防、副作用の点で成績が良かった。
再発抑制療法
抗ウイルス薬を1年間、毎日定期内服することで再発を抑制する。ウイルスの排除は2018年時点ではできない。
再発予防やセックスパートナーへの感染リスクを有効に抑えられる事が研究で確認されている。また単純ヘルペスワクチン及び分娩時に性器ヘルペス感染者の発症母体から新生児の感染を阻止する為の局所感染予防薬や完治薬が研究開発中である。日本国内での研究では、東京大学や大阪大学で単純ヘルペス感染の仕組みが解明されており、完治薬開発に向けての新しい治療法や感染予防法の研究開発に生かされている。最近の研究成果では、東京大学で薬剤ML－7により、単純ヘルペス感染予防のマウスによる動物実験に成功している。
抗ウイルス薬の長期的な使用は、薬剤耐性ウイルスが出現する可能性がある。

## 予後
単純ヘルペスウイルスの特徴として、所属神経節に潜伏感染して風邪や疲労等の免疫力低下により発症を繰り返す。現時点の治療では単純ヘルペスウイルスの再発治療や再発予防治療が主体である。性器ヘルペスウイルスの場合は、骨盤内仙髄神経節に潜む。特に女性の場合には、月経が来る度に性器ヘルペスが発症し肉体的、精神的に追い込まれる患者もいる。患者も医師も根気強い治療が必要である。

## 疫学
14-49歳のアメリカ人の約16%が、性器ヘルペスに感染している。8割が感染に気付いていない。
HSV-2の感染率はアフリカで50%を超えており、欧米諸国では20-30%、スペインやフィリピンでは10%前後となる。アフリカでのHSV-2の感染リスクは4人以上の性的パートナーの場合に60%を超えるが、米国では10-49人のパートナーでも約35%、2-4人では約18%となる。